# Balassa Bálint Múzeum
A  MNM Balassa Bálint Múzeuma Esztergomban található, a Nemzeti Múzeum területi múzeumi besorolású muzeális intézménye.

## A múzeum története

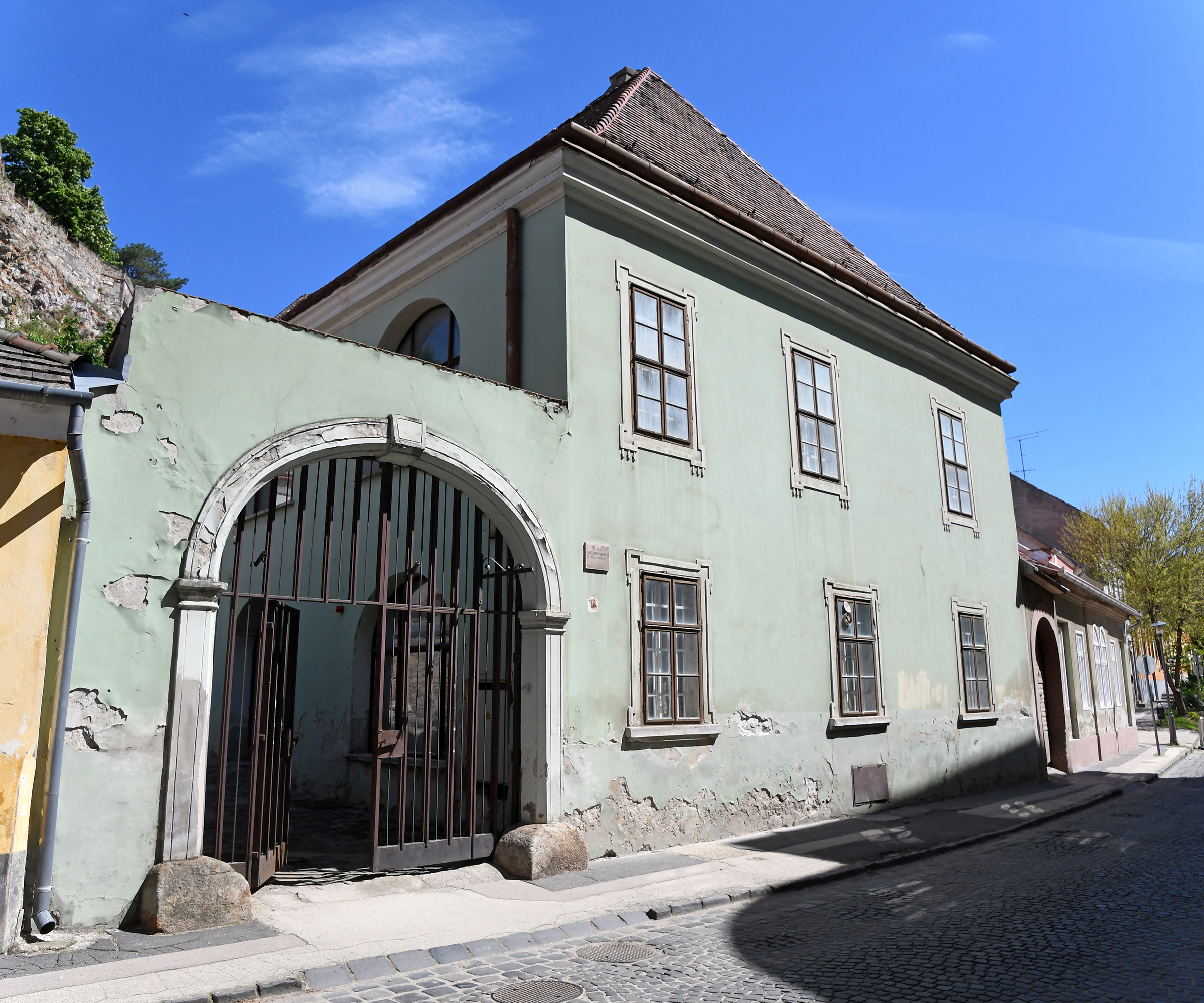
A régi vármegyeháza, ma kiállítóhely, restaurátorműhely

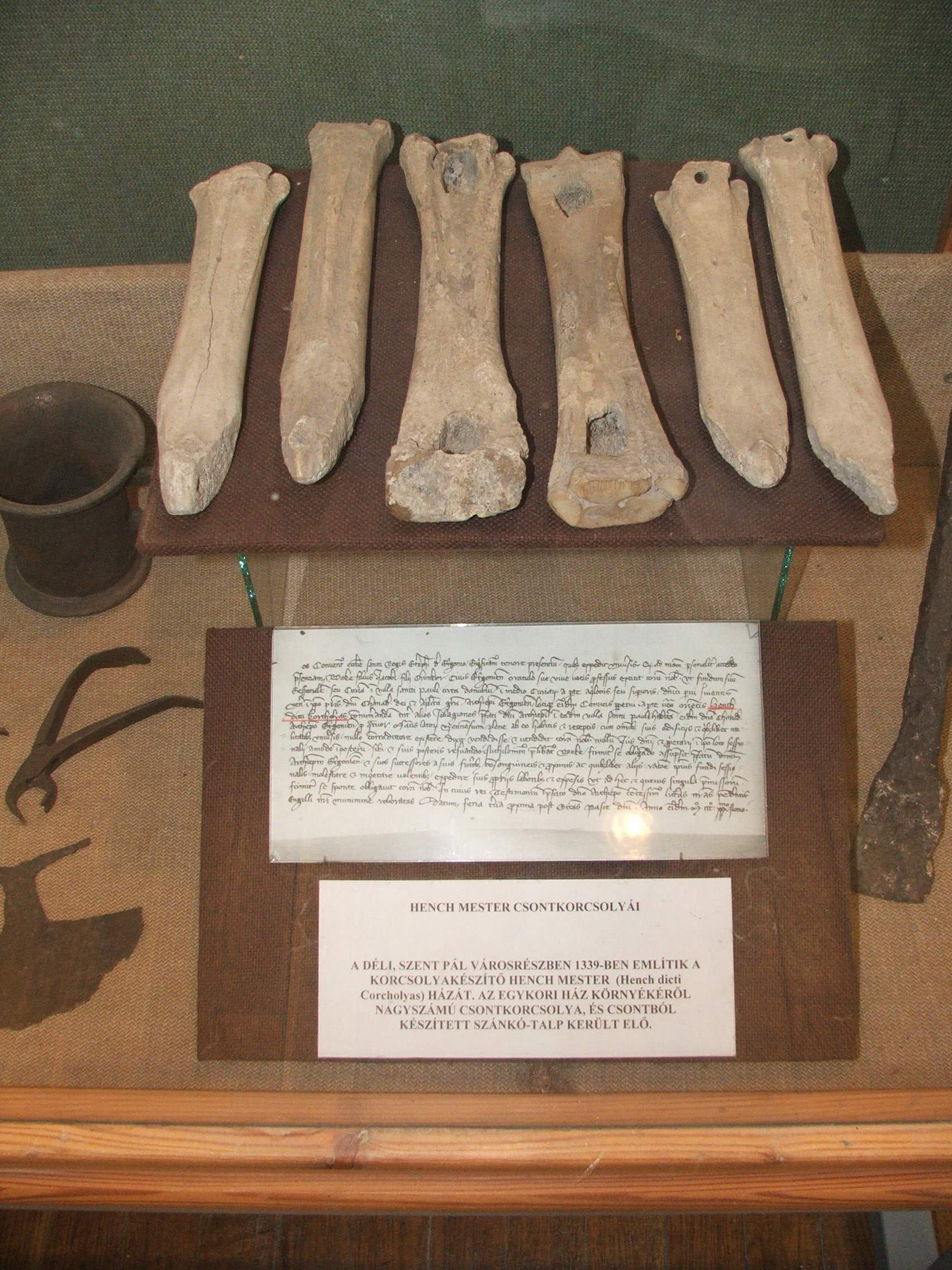
Szentpál városrészen előkerült 14. századi korcsolyák

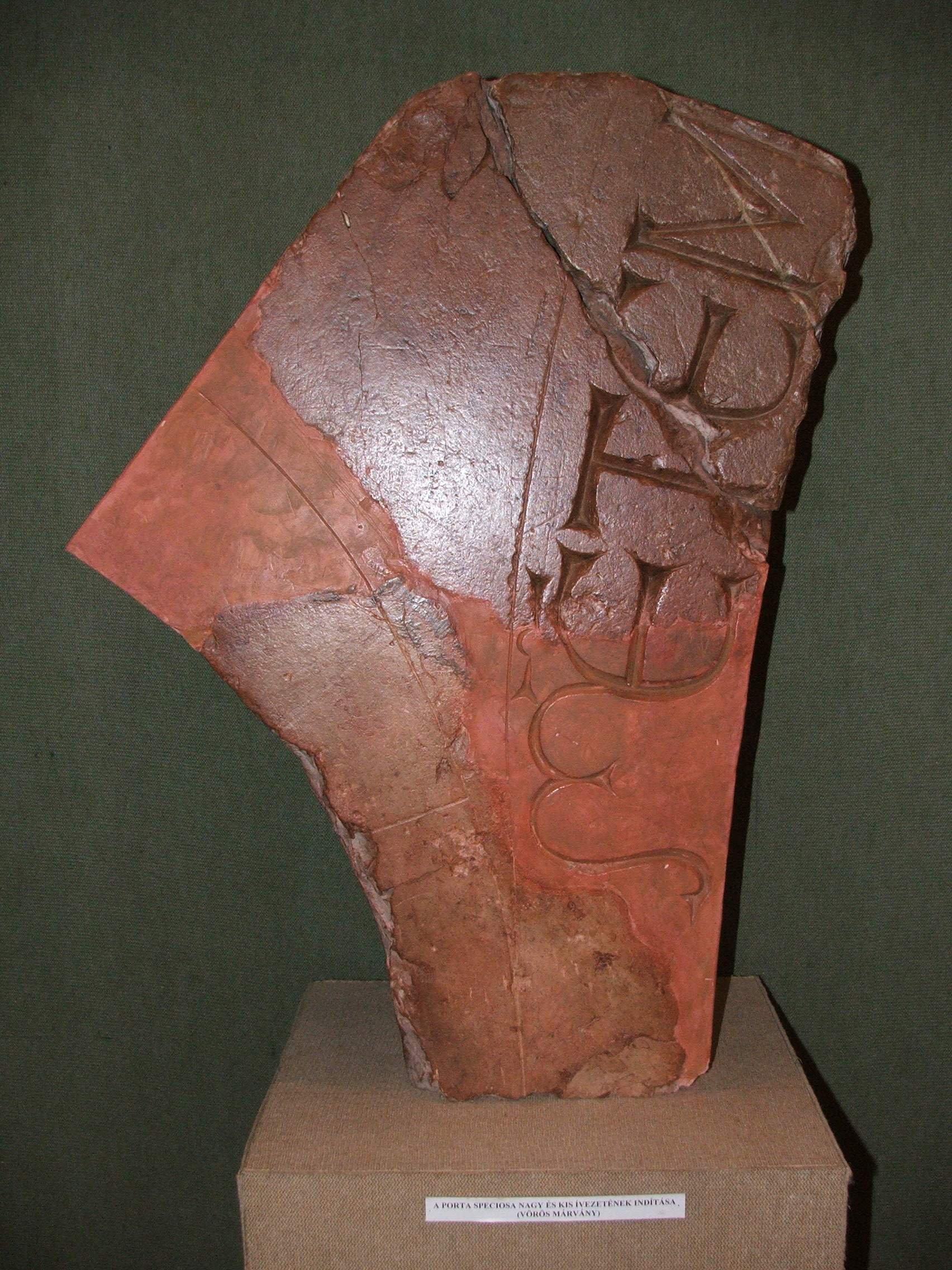
A Porta Speciosa nagy és kis ívezetének indítása

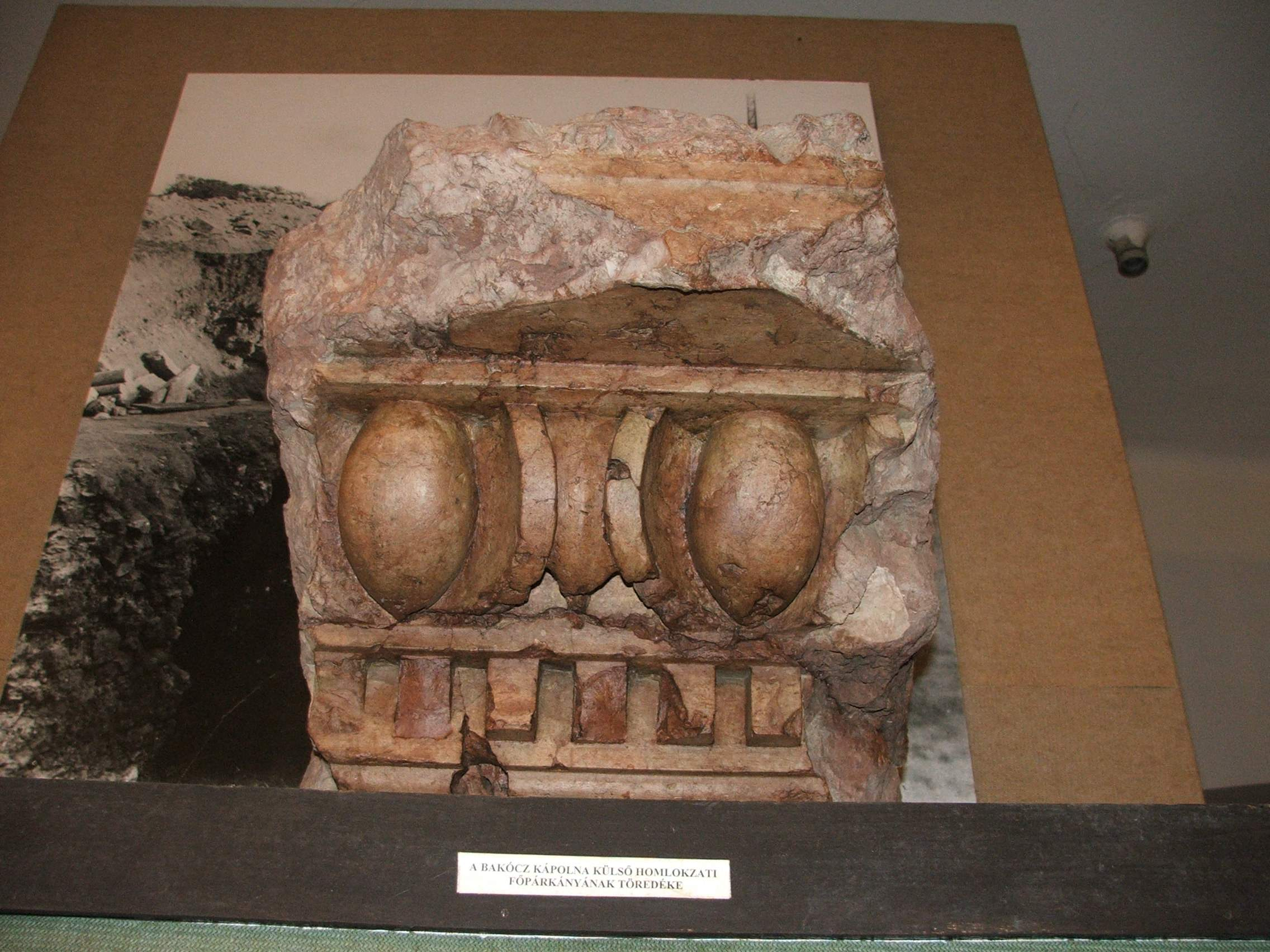
A Bakócz-kápolna külső homlokzatának töredéke

A múzeum főépülete a Mindszenty téren található, ahol 2014-ben nyílt meg a látványtáruk. A múzeum másik épülete műhelyekkel, raktárakkal a Pázmány Péter utcában található. A 18. században emelt egyemeletes épület 1830-ig volt vármegyeháza. Az esztergomiak ma is régi vármegyeházaként emlegetik. Mindkét épület udvarán kőtár található.
A múzeum törzsgyűjteményének alapját a volt Esztergomi Szent Benedek Rendi Főgimnázium, (ma Szent István Gimnázium) 1860-as évektől regisztrált régiség- és éremgyűjteménye, a jeles történész: Knauz Nándor püspök és más gyűjtők (Rényi Rezső, Némethy Lajos, Brenner Ferenc, Einczinger Ferenc, Reviczky Elemér stb.) régiséggyűjteményei képezték.
Ferenczy Jákó bencés igazgató 1875-ben alapította meg a helyi „Múzeum Egyletet”. 1891–92-ben Récsey Viktor bencés tanár és Knauz Nándor már jelentős ásatásokat végzett Esztergom területén. Récsey a királyi város középkori Szent Lőrinc-templomának maradványait tárta fel, Knauz a város határában lévő „Palota dombon”, egy középkori kastély, és közelében egy Árpád-kori templom maradványait tárta fel.
1894-ben megalakult az Esztergom-vidéki Régészeti és Történelmi Társulat, amelynek célja:
„Esztergomban és vidékén (Esztergom, Bars és Hont megyékben) lévő őskori, ó- és középkori régiségek felkutatása és gyűjtése ajándékozás, vásárlás, becserélés és ásatások eszközlése útján, s azoknak a társulat székhelyén alapítandó régiségtárban való közszemlére s tudományos czélra szolgáló rendszeres felállítása. A történelmi kutatás az illető vidék elsősorban Esztergom vármegye és város monographiájának előkészítésére és megírására irányul.”
1895–96-ban Némethy Lajos vízivárosi plébános és történész vezetett ásatást a város szélén lévő Szentkirályi földeken, ahol a 12. század közepén II. Géza király által alapított Esztergom-szentkirályi keresztesek három hajós, kéttornyú bazilikájának maradványai kerültek elő.
A gyorsan gyarapodó gyűjtemény 1898-ban került a bencés gimnáziumból a Főszékesegyházi Könyvtár (Bibliotheca) épületébe – mint az Esztergom-vidéki Régészeti és Történelmi Társulat Múzeuma – nyilvános kiállításra. 1900-ban 617 tételben, mintegy 1500 tárgy képezte a gyűjteményt. Ezek főleg régészeti, helytörténeti, néprajzi, iparművészeti, numizmatikai és természettudományi tárgyak voltak. A Főszékesegyházi Könyvtárban 1913-ig maradt a múzeum. Ezután húsz évig különböző épületekben működött, majd – mivel a Társulat a múzeum fenntartásáról anyagiak szűkében nem tudott kellőképpen gondoskodni – gyűjteményét felajánlva az érsekségnek, 1934-ben visszaköltözött a Bibliotheca épületébe, és ott is maradt 1989-ig.
A Főszékesegyházi Könyvtár emeleti nagy termében (8.5×35 méter) – az 1920-as évektől a múzeumigazgató Balogh Albin bencés tanár által rendezett állandó kiállításon mutatták be a különösen régészeti anyagában jelentős gyűjteményt, amit jelzett az intézmény új elnevezése is: Esztergomi Régészeti Múzeum. A második világháború után államosították a gyűjteményt. 1949-ben kapta a Balassa Bálint Múzeum elnevezést. 1952-ben az egyházi tulajdonban maradt Keresztény Múzeumot is az igazgatósága alá rendelték. 1968-ban a múzeum megkapta a vízivárosi „Régi Vármegyeházát”. A középkori alapokra épített egyemeletes barokk épületben kapott helyet a múzeum legjelentősebb anyaga, a régészeti gyűjtemény, a restaurátorműhelyek és a kiállítások. 1987–89 között a Víziváros főterén lévő, copf stílusú egyemeletes lakóházat is múzeumi célra átalakítva végleges helyet kapott a múzeum többi gyűjteménye és irodái is, amelyek 1990-ben foglalták el mai helyüket (Mindszenty tér 5.)
A Balassa Bálint Múzeum jelenlegi gyűjtőterülete Komárom-Esztergom megye keleti harmada – azaz a történeti Esztergom vármegye Dunától délre eső fele. Állandó helytörténeti kiállítása mellett, helyet ad kortárs művészek időszakos kiállításainak is.
Gyűjtőterülete és alaptevékenysége: Esztergom város és térsége régészeti, néprajzi, helytörténeti, irodalomtörténeti, képző-, ipar- és fotóművészeti, numizmatikai, természettudományi anyagának gyűjtése, feldolgozása, bemutatása, valamint a megyei szervezet egészére megfogalmazott feladatokból rá háruló területi feladatok ellátása.
2006-ban a múzeum és kiállítóhelyei a Komárom-Esztergom megyei önkormányzattól Esztergom Város Önkormányzatához, majd 2012-ben állami fenntartásba kerültek. 2013. január 1-jén a Magyar Nemzeti Múzeumba olvadtak.

## A múzeum irányításával működő kiállítóhelyek
- A főépület irodákkal, raktárakkal, és a 24 434 kötetes könyvtárral a Mindszenty tér 5. szám alatt található.
- A Pázmány Péter utcai „régi megyeháza” a múzeum időszaki kiállítóhelye, régészeti raktára, fotó- és restaurátorműhelye
- Babits Mihály Emlékház: Babits-emlékkiállítás
- Pilisszentlélek: szlovák tájház